# Школа № 57 (Новосибирск)
Школа № 57 — средняя общеобразовательная школа, расположенная на улице Авиастроителей в Дзержинском районе Новосибирска. Открыта в 1939 году.

## История
1 сентября 1939 года при  авиационном заводе имени Чкалова была открыта новая школа.
В период Великой Отечественной войны в школьном здании первоначально разместились общежития двух заводов, эвакуированных из Ленинграда и Киева, затем — госпитали № 3650 и № 1780.
В марте 1943 года в здании учебного заведения расположилась школа рабочей молодёжи (ШРМ).
В военное время часть преподавателей, юношей и девушек ушли на фронт, другие старшеклассники отправились работать на завод имени Чкалова, а для оставшихся школьников в здании школы № 80 и подвальных помещениях расположенных рядом зданий был организован межшкольный комбинат из школ № 57 и № 80.
В 1943 году школа № 57 стала мужской.
В 1946 году учебное заведение вновь разместилось в своём здании, в этот же период с фронта вернулся руководитель Е. М. Смирнов, возглавлявший школу в довоенное время.
В 1954—1957 учреждение было смешанной общеобразовательной школой.
В 1955 году в школе была должность — учительница ликбеза.
В 1976 году для школ при Чкаловском заводе в селе Каменка был организован лагерь труда и отдыха «Чкаловец», а с 1989 года ученики стали отдыхать в лагере труда и отдыха «Голубые дали» (Бердский совхоз).
При директоре Д. В. Олловой школа начинает работу по теме «Имя Ленина на карте нашей Родины» в ходе экспедиции «Моя Родина — СССР».
С 1978 по 1989 год в учреждении работал музей В. И. Ленина — Ленинская комната.
В 1987 в школе появились первые компьютеры.
В 1997 году под управлением профессиональной певицы М. Э. Мамаевой создана вокальная студия «Вдохновение».
С 2001 года при директоре С. А. Израилевой учебное заведение начинает участвовать в экспериментальном переходе старшей школы на профильное обучение.

## Мемориальная доска
В 1979 году на здании учреждения была установлена мемориальная доска в память о двух эвакогоспиталях, размещавшихся в школе в военный период.

## Благодарственное письмо
Коллектив школы получил благодарственное письмо с подписью И. В. Сталина за сбор бутылок для изготовления коктейля Молотова.